# Groove Música
Groove Music (anteriormente conhecido como Xbox Music e Zune Music) foi um serviço digital de distribuição e streaming de músicas via internet e aplicativo de reprodução de musica, desenvolvida pela Microsoft, oferecendo mais de 30 milhões de músicas, onde o usuário podia escutar uma prévia da música desejada, fazer compra de músicas ou escutar músicas ilimitadamente através de uma assinatura mensal ou anual. O usuário podia escutar músicas gratuitamente com anúncios. O serviço estava disponível para Xbox 360, Xbox One, Windows 8, Windows RT, Windows Phone 8, iOS, Windows 10, Windows 10 Mobile e Android.
Groove Music foi o sucessor da linha de produtos e serviços, Zune, no qual a Microsoft decidiu abandonar a marca "Zune" e adotar a marca "Xbox" que em 2015, com o lançamento do Windows 10, passou a se denominar "Groove Music". O foco do serviço era competir diretamente com seus maiores concorrentes, que são, iTunes Store, Google Play Música, Amazon MP3, Spotify, entre outros.
A Microsoft anunciou em 2 de outubro de 2017 que encerraria seu serviço de streaming Groove Music Pass até 31 de dezembro de 2017.

## História
A Microsoft já havia se aventurado no mercado de serviços de músicas com sua linha de produtos, Zune, e loja virtual, Zune Music Marketplace que possuía 11 milhões de músicas, mas a linha de produtos e os serviços não tiveram sucesso, sendo que a marca foi abandonada no começo de 2010, continuando existindo em vários dispositivos e também no plano de assinatura "Zune Music Pass", no qual oferecia acesso ilimitado as musicas do serviço por uma assinatura mensal ou anual.
Entretanto, a Microsoft foi destacando a força da marca Xbox por causa de seu apelo com os consumidores. Também foi expandido os serviços multimídias através do serviço Xbox Live, agora incluindo locadora virtual e loja de games virtual. Foi decidido então introduzir um novo serviço de música utilizando de base os já existentes.
A Microsoft anunciou seu novo serviço de música em sua press conference na E3 2012, no dia 4 de Junho.
O Xbox Music foi lançado juntamente com o serviço, Xbox Video, no dia 16 de Outubro de 2012.

## Recursos
O serviço possuía vários meios de acesso ao seu catalogo de músicas: streaming gratuito, streaming via assinatura e e loja virtual para compra de músicas. O serviço contava com mais de 30 milhões de músicas.
O aplicativo podia também reproduzir musicas armazenadas no OneDrive, função que foi descontinuada na data  de 31 de março de 2019.

### Streaminggratuito
O Groove oferecia streaming gratuito de músicas com anúncios na internet, Windows 8 e dispositivos com Windows RT em 15 países. Não existia restrições durante os primeiros 6 meses, mas após esse período, o serviço limitava o número de horas por mês para streaming gratuito de músicas.

## Disponibilidade de plataforma
Aplicativos do Groove estavam disponíveis para Windows 8, Windows 8.1, Windows 10, Windows Phone, Xbox 360, Xbox One, Android e iOS. Uma versão baseada na web também era disponibilizada.
A Microsoft divulgou em outubro de 2017 que deixaria de dar suporte ao aplicativo e seus demais recursos. O encerramento do serviço foi fixado para 31 de dezembro de 2017.
A partir de 2 de janeiro de 2018, todos os elementos online do aplicativo foram finalizados. As músicas não poderão ser mais transmitidas e nem compradas pela loja da Microsoft. Da mesma forma, a reprodução de videoclipes também será encerrada e as ferramentas Radio, Explore e Recomendado, com as quais o serviço contava também serão removidas.
Algumas funcionalidades de reprodução de conteúdo off-line ainda continuam disponíveis.

## Disponibilidade geográfica
Países onde o Groove esteve disponível:
- Argentina
- Austrália
- Áustria
- Bélgica
- Brasil
- Canadá
- Dinamarca
- Finlândia
- França
- Alemanha
- Irlanda
- Itália
- Japão
- México
- Países Baixos
- Nova Zelândia
- Noruega
- Portugal
- Espanha
- Suécia
- Suíça
- Reino Unido
- Estados Unidos